# El profeta (Pablo Gargallo)
El profeta o Gran profeta es una escultura en bronce de Pablo Gargallo de 1933 de estilo cubista. La figura representa un orador, identificado como San Juan Bautista, gritando con el brazo levantado mientras sujeta un bastón con actitud amenazadora.
Se trata de una escultura de 2,35 metros con grandes volúmenes vacíos acotados por elementos curvados que dan una gran fuerza expresiva a la obra. Esta pieza corresponde a la fundición del original en yeso conservada en el taller que tenía el autor en París, es la numerada como 1/3 de las pruebas de artista que existen. Fue adquirida por la Diputación Provincial de Zaragoza en el año 1973 y cedida para su exposición al Museo Pablo Gargallo. En ella se encuentran las inscripciones con la firma: «P. Gargallo», «Ep. de Artista n º. 1 [/3]» y «Georges Rudi/Fondeur. Paris».

## Número de copias
Existen varias copias de esta obra en bronce:
- 1 copia fuera de comercio, realizada a la cera perdida.

Realizadas en bronce a la arena:
- 1/7 Centro Georges Pompidou (Musée National d'Art Moderne) de París.
- 2/7 Museo de Bellas Artes de Bilbao.
- 3/7 Middelheimpark Museum de Amberes.
- 4/7 Museo de Arte de Baltimore de Baltimore.
- 5/7 Hirhhorn Museum de Washington D. C.
- 6/7 Museo Calouste Gulbenkian, Lisboa.
- 7/7 Museo Nacional Centro de Arte Reina Sofía, Madrid.

Pruebas de artista:
- 1/3 Museo Pablo Gargallo, Zaragoza (Cedida por la Diputación Provincial de Zaragoza).
- 2/3 Museo de Arte Contemporáneo, Caracas.
- 3/3 Hakone Open Air Museum, Hakone.